# Забока
Забо́ка (бел. Забока) — посёлок в составе Сластёновского сельсовета Чаусского района Могилёвской области Республики Беларусь.

## Население
- 2010 год — 2 человека